# Atacul hoților
Atacul hoților este o pictură în ulei pe pânză realizată de Francisco de Goya între 1793 și 1794. Face parte dintr-o colecție privată deținută de Juan Abelló.